# منوچهر صبوری کاشانی
منوچهر صبوری کاشانی (۱۳۱۴ در بجنورد- ۲۵ مهر ۱۳۹۶ در تهران) استاد جامعه‌شناسی دانشکده علوم اجتماعی دانشگاه تهران، همچنین مولف و مترجم کتاب‌های جامعه‌شناسی بود.

### تالیف
- جامعه‌شناسی سازمان‌ها، تهران: نشر شب تاب، ۱۳۷۴.
- جامعه‌شناسی سیاسی، تهران: انتشارات سخن، ۱۳۸۱
- بررسی مسائل اجتماعی ایران (رشته علوم اجتماعی)، گروه مؤلفان، تهران: دانشگاه پیام نور
- نظام‌های سلطانی، تهران: انتشارات شیرازه، ۱۳۸۰

### ترجمه
- اندیشه‌های بنیادی در جامعه‌شناسی: پیتر کیویستو، تهران: نشر نی
- بنیادهای نظریه اجتماعی: جیمز ساموئل کلمن، تهران: نشر نی، ۱۳۸۶
- جامعه و سیاست: مقدمه‌ای بر جامعه‌شناسی سیاسی: مایکل راش، تهران: سمت.
- جامعه‌شناسی سیاسی: تام باتامور
- جامعه‌شناسی: آنتونی گیدنز، تهران: نی، ۱۳۷۶
- ده پرسش از دیدگاه جامعه‌شناسی: جوئل شارون، تهران: نی.
- راه سوم: بازسازی سوسیال دموکراسی: آنتونی گیدنز، تهران: شیرازه، ۱۳۸۶.
- سیاست، جامعه‌شناسی و نظریه اجتماعی: آنتونی گیدنز، تهران: نی.
- فساد و دولت: علت‌ها، پیامدها و اصلاح: سوزان رزآکرمن، تهران: پردیس دانش، ۱۳۸۵.
- مقدمات جامعه‌شناسی: مارتین البرو، تهران: نی.